# Jan Mazurkiewicz
Jan Mazurkiewicz   (Lviv, 27 d'agost de 1896 - Varsòvia, 4 de maig de 1988) va ser un militar polonès i polític, coronel de l'Exèrcit Nacional i general de brigada de l'Exèrcit Popular Polonès. Fundador de l'Organització Militar Secreta (més tard fusionat amb l'Exèrcit Domèstic), comandant de Kedyw i del Grup Radosław durant l'Aixecament de Varsòvia. Després de la guerra,va ser presoner polític del període estalinista (fins a 1956). Des de 1964 va ser vicepresident de la Societat de Lluitadors per la Llibertat i la Democràcia.

## Primers anys i Primera Guerra Mundial
Jan Mazurkiewicz va néixer en una família d'artesans a Lviv. Va passar la seva infància a Zolochiv, on des de 1902 va assistir a l'escola primària i des de 1906 al gimnàs. Va ser actiu en l'escoltisme, membre de la Societat De Gimnàstica Polonesa "Falcon". El 1911 es va traslladar amb la seva família a Lviv, on va continuar la seva educació. Va ser membre de l'Organització de Joves Independents Zarzewie, i més tard va pertànyer a l'Associació de Riflemen.
Després d'un breu entrenament, es va unir a la 1a Brigada de Legions Poloneses,en la qual va ser soldat de la 1a companyia de batallons. Després va ser assignat al batalló de marxa del capità Leon Berbecki i a les seves files va participar el desembre de 1914 a la batalla de Łowczówek. Va ser ferit i capturat pels russos. Es va escapar d'ella al juny de 1915, després de la qual cosa va aconseguir tornar a la seva unitat. A l'octubre ferit de nou, després es va sotmetre a tractament a l'hospital.

Com a sergent, al juliol de 1916 va ser traslladat a la 1ª. Brigada de Legionaris, en la qual va servir fins a la crisi del jurament. Va ser arrestat el 4 de setembre de 1917 i empresonat a Przemyśl. Va ser amenaçat amb pena de mort per participació activa en la crisi. Poc després va ser alliberat i obligat a unir-se a l'exèrcit austrohongarès, del qual va desertar el març de 1918. Va irrompre en el II Cos polonès a Rússia comandat pel general Józef Haller, en les files del qual va participar en la Batalla de Kaniów. Després d'escapar de la captivitat alemanya, va arribar a l'Organització Militar Polonesa a Kíev. Va participar en nombroses accions subversives i batalles amb tropes alemanyes i ucraïneses. També va infiltrar-se en tropes austríaques.

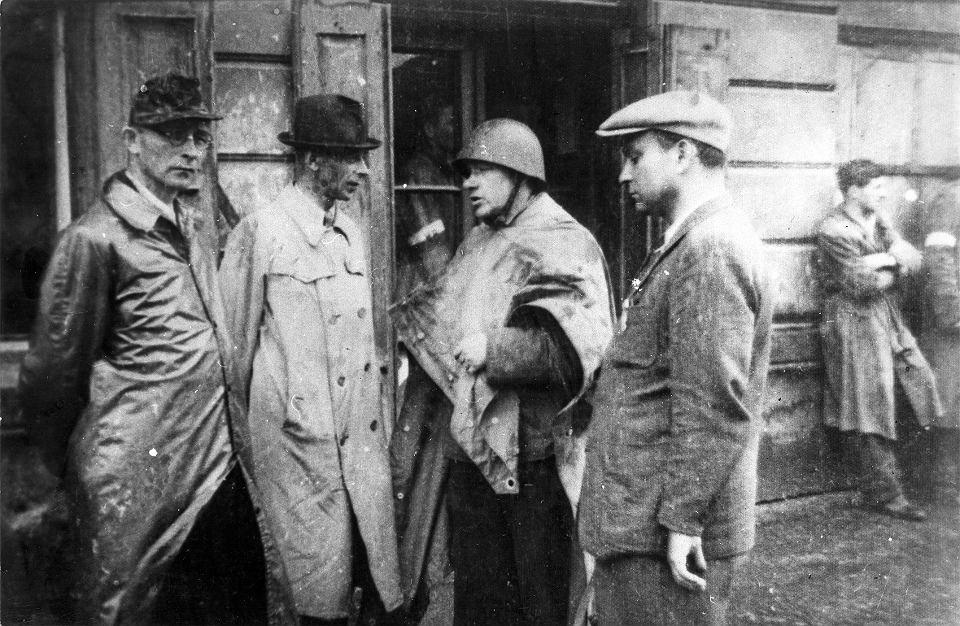
Des de l'esquerra: el major Wacław Janszek "Bolek" (Cap d'Estat Major "Radosław"), el general Tadeusz Bór-Komorowski,el tinent coronel Jan Mazurkiewicz "Radosław" i el capità Ryszard Krzywicki "Szymon"

## Període d'entreguerres
Des del novembre de 1918 fou soldat de l'exèrcit polonès. Més tard, va ser destinat al Segon Departament d'Estat Major Polonès. Durant la guerra polonès-soviètica, va exercir de missatgeria militar (va importar, entre d'altres, les cartes de Józef Piłsudski a Symon Petliura) i d'oficial de contraintel·ligència. El 1922 va ser traslladat a la reserva militar durant un breu període i destinat al Regiment d'Infanteria de la 8ª. Legió. Des del 1924 va militar a la 13ª. divisió d'infanteria. Va participar en els preparatius del cop de maig. Del 1930 al 1934, sota la cobertura d'un inspector de l'Associació de Riflemen's, va realitzar activitats de contraintel·ligència contra la Unió Soviètica a Vilnius i Brest.
El 1934 va completar el curs dels comandants de batalló al Centre d'Instrucció d'Infanteria de Rembertów. Del 1938 al 1939 va ser professor de tàctica en cursos per a comandants d'empreses.

## Segona Guerra Mundial i insurrecció de Varsòvia
Durant la invasió de Polònia, va ser el cap d'una diversió a la secció frontal sud-oest. Després de la invasió soviètica de Polònia, va fundar l'Organització Militar Secreta (TOW) a Stanisławów. El 19 de setembre de 1939, va travessar la frontera polonès-hongaresa, traslladant la seu de l'organització a Budapest. Després va anar a França, on es va reunir amb el general Władysław Sikorski. El juny de 1940 va tornar al país i va assumir la funció de comandant en cap de TOW, una organització independent de combat i subversiva que opera segons les directrius de la Unió de Lluita Armada.
El març de 1943, després de fusionar TOW amb Kedyw, es va convertir en el cap adjunt de l'organització, el coronel Emil August Fieldorf. L'1 de febrer de 1944, va prendre el lloc de comandant de Kedyw.
Poc abans de l'esclat de l'aixecament de Varsòvia, Mazurkiewicz va ser fet comandant del Grup Radosław. Aquesta força va ser una de les unitats poloneses més grans, millor entrenades i equipades en l'aixecament. Després de l'inici de l'aixecament, la unitat va prendre parts importants dels suburbis de Wola, i posteriorment la va defensar contra els atacs alemanys duts a terme per les tropes sota el comandament de les SS Gruppenführer Heinz Reinefarth i Standartenführer Oskar Dirlewanger. Un dels batallons del grup, el batalló Zośka, va alliberar el camp de concentració de Gęsiówka situat a Varsòvia, i va alliberar 384 presoners (principalment jueus), la majoria dels quals es van unir a la unitat. El Grup Radosław va lluitar fins al barri del nucli antic de Varsòvia, quan una major defensa a Wola es va fer impossible. A les zones de Wola que les tropes de Reinefarth i Dirlewanger van ser re capturades dels insurgents, almenys 40.000 civils i presoners de guerra van ser assassinats a la massacre de Wola. L'11 d'agost va ser greument ferit durant la lluita.
El 15 de setembre de 1944, va enviar el seu oficial d'enllaç a la riba est del Vístula per establir contacte amb les tropes del primer exèrcit polonès. A falta de l'assistència suficient per part seva, el 20 de setembre va ordenar a les seves unitats delmades que abandonessin Czerniaków i passessin per les clavegueres fins a Mokotów. Va deixar els seus soldats amb la mà lliure: podien decidir si anirien a la captivitat alemanya o marxarien de la ciutat amb la població civil. Poc abans de la signatura de l'ordre, Mazurkiewicz va ser ascendit oficialment al rang de coronel pel general Tadeusz Bór-Komorowski, el comandant de l'aixecament.
No va entrar en captivitat, va deixar les ruïnes de la capital destruïda amb la seva dona. Va continuar la seva activitat subterrània a Częstochowa, on hi havia la seu del Home Army.

## A la Polònia de la postguerra
Després de la dissolució de l'Exèrcit Nacional el 19 de gener de 1945 i l'alliberament de Częstochowa per part de l'Exèrcit Roig, va prendre el lideratge de l'Àrea Central del NIE. Més tard es va convertir en delegat de l'Àrea Central de la Delegació de les Forces Armades pera Polònia, sota la qual va dur a terme més activitats subterrànies contra les autoritats comunistes.
Al final, va renunciar a més conspiració, tenint en compte la resistència inútil. L'1 d'agost de 1945, ell i la seva dona van ser arrestats per oficials del Ministeri de Seguretat Pública. Va ser alliberat després d'un mes, va encapçalar l'anomenada Comissió Central de Liquidació de l'Exèrcit Nacional. El 8 de setembre es va dirigir als antics soldats de l'Exèrcit de l'Interior i les persones que romanen al metro per demanar la divulgació i l'amnistia. Per a alguns oficials, això va ser rebutjat i fins i tot acusat de traïció. Com a resultat de la seva apel·lació, es van rebel·lar uns 50.000. antics membres del metro armat. El 12 de setembre el capità Stanisław Sojczyński, el líder de l'Exèrcit Polonès Subterrani, va enviar una carta oberta al coronel Mazurkiewicz, en la qual el va criticar i el va qualificar de "traïdor".
Mazurkiewicz va establir el Comitè per a la Cura de les Tombes dels Soldats Caiguts del Grup Radosław. Va estar en contacte constant amb els seus antics soldats, als quals va ajudar a trobar en els difícils anys de postguerra. A través dels seus extensos contactes, va buscar feina per als seus antics soldats - sovint invàlids de guerra. Més tard, les autoritats estalinistes el van acusar que eren "reunions secretes subterrànies destinades a enderrocar el poder de la República Popular polonesa".
El 4 de febrer de 1949, va ser arrestat de nou. Al llarg de la investigació, es va veure obligat a testificar incriminadament contra el primer cap de Kedyw, el general August Emil Fieldorf, però la seva actitud implacable va donar lloc a la renúncia d'intentar utilitzar-lo com a testimoni de l'acusació en el judici polític contra general. El 16 de novembre de 1953, el seu judici principal va tenir lloc davant el Tribunal de Districte Militar de Varsòvia. El mateix dia, basant-se en proves fetes a mà, sense admetre testimonis de defensa, va ser condemnat per cadena perpètua. Va complir la seva condemna a la presó de Wronki, des d'on va ser alliberat com a resultat de l'amnistia per als presos polítics al maig de 1956. El 1957 va ser rehabilitat.
Després de ser alliberat, va prendre l'artesania. El 1958, va obrir (formalment registrat per a la seva dona) el cafè Wiklina, que va dirigir fins a la dècada de 1970. Més tard el va lliurar a la Cooperativa De Comerç d'Invàlids. Per resolució del Consell d'Estat polonès a l'octubre de 1980, va ser promogut al rang de brigadier general. Va rebre solemnement la seva nominació general a Belweder del professor Henryk Jabłoński.

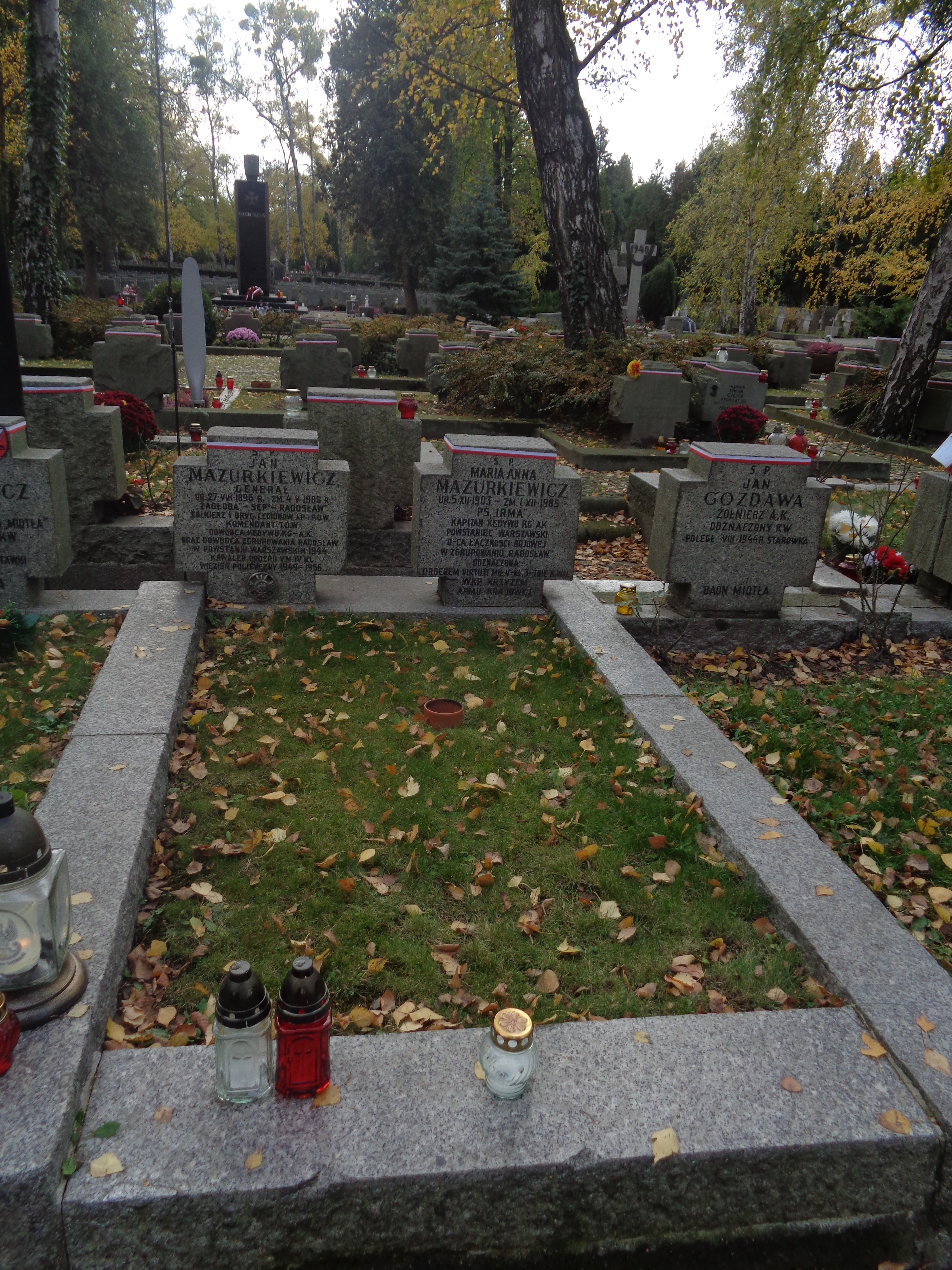
Tomba de Jan Mazurkiewicz

Després de 1956, va ser actiu en l'activisme pel dret dels veterans. Des de 1964 va ser vicepresident de la Societat de Lluitadors per la Llibertat i la Democràcia. L'agost de 1981, amb motiu del 37è aniversari de l'esclat de l'aixecament de Varsòvia, Telewizja Polska va emetre un documental en el qual Mazurkiewicz parlava de la veritable "assistència soviètica a unitats insurgents de l'Exèrcit Nacional". De 1981 a 1983 va ser membre del presidium del Front d'Unitat Nacional. El 1983 va ser elegit membre del Moviment Patriòtic pel Renaixement Nacional. Des de 1981 va ser el president de la comissió per a la Creu de l'Aixecament de Varsòvia. A la segona meitat de la dècada de 1980, el general Jan Mazurkiewicz, llavors l'antic oficial de l'Exèrcit Nacional a Polònia, es va convertir en part del Comitè Social per a la Construcció del Monument a l'Aixecament de Varsòvia, que es va donar a conèixer l'1 d'agost de 1989, després de la seva mort.
Va morir el maig de 1988 i va ser enterrat al Cementiri Militar de Powązki. El funeral va comptar amb la presència de representants de les màximes autoritats estatals, entre d'altres, els generals Wojciech Jaruzelski i Florian Siwicki, el professor Henryk Jabłoński i Jan Dobraczyński.

## Honors i premis
- Creu d'Or de l'Orde de Virtuti Militari, prèviament guardonada amb la Creu de Plata
- Creu de la Independència amb Espases
- Creu de Valor – onze vegades
- Creu de l'Aixecament de Varsòvia (1981)
- Orde de Polonia Restituta
- Orde de la Creu de Grunwald
- Casa Creu de l'Exèrcit
- Medalla al Mèrit per a la Defensa Nacional

## Rangs
- Capità – 1922
- Major - abans de 1939
- Tinent coronel – 1943
- Coronel – 1944
- General de brigada – 1980

## Vida privada
La seva esposa era Maria Zienkiewicz àlies "Irma" (1903–1985), capitana de l'Exèrcit Domèstic. Va tenir un fill amb ella, Stanisław. Va tenir un germà, Franciszek Mazurkiewicz (1901–1944), un oficial de l'exèrcit polonès que va morir durant l'aixecament de Varsòvia.